# 魔六角陣
魔六角陣（まろっかくじん）は、魔方陣の六角形版で、左斜め・右斜め・横のいずれの方向の和も等しくなるように 1 から始まる連続した数字をあてはめたものである。

大きさ1 和 = 1
大きさ3 和 = 38

魔六角陣は、大きさ1のものと大きさ3のものの二つしか存在しない。また、鏡像・対称なものを除くと共に1種類しか数字の当てはめ方が存在しないことが知られている。
魔六角陣は多くの人によって再発見されている。現在判明している最も古い発見者はエルンスト・フォン・ハッセルベルグで、1887年に発表している。

## 証明
魔六角陣の大きさが1と3のみであるという証明を以下に示す。
まず、各列の和を M とする。1辺が n である六角形に入る数字は 1～3n(n-1)+1 なので、入る数字の合計 s は
{\displaystyle s={1 \over {2}}(9n^{4}-18n^{3}+18n^{2}-9n+2)}
となる。列の数は 2n-1 なので M は
{\displaystyle M={s \over {2n-1}}={9n^{4}-18n^{3}+18n^{2}-9n+2 \over {2(2n-1)}}}
で表される。この式を変形すると
{\displaystyle 32M=72n^{3}-108n^{2}+90n-27+{5 \over 2n-1}}
この式の両辺は整数であるため、 5/(2n-1) は整数でなければならない。これが整数になるのは 2n-1 が 5 の約数であるときである。よって n=1,3 である。

## 大きい六角陣
魔六角陣は大きさ1と3のものしか作れないが、入れる数字の条件をゆるめて、必ずしも1から始まるのではない連続する整数をあてはめることにすれば、さらに大きいものを作ることができる。
Zahray Arsen は、この条件の変更により大きさ4以上の六角陣を作成している。以下に大きさ4,5の例を挙げる。

大きさ4
大きさ5

大きさ4のものは 3 から 39 までの数を用いて和を 111 にしている。大きさ5のものは 6 から 66 までの数を用いて和を 244 にしている。

大きさ7

2006年3月に Arsen は図のような大きさ7のものを発表している。この図は 2 から 128 までの数を用いて各列の和を 635 にしている。